# Loska, Novhorod-Siverskîi
Loska (în ucraineană Лоска) este un sat în comuna Blîstova din raionul Novhorod-Siverskîi, regiunea Cernihiv, Ucraina.

## Demografie
Componența lingvistică a localității Loska
     Ucraineană (99,42%)
     Alte limbi (0,58%)
Conform recensământului din 2001, majoritatea populației localității Loska era vorbitoare de ucraineană (99,42%), existând în minoritate și vorbitori de alte limbi.